# Helicobia pilipleura
Helicobia pilipleura är en tvåvingeart som beskrevs av Guilherme A.M.Lopes 1939. Helicobia pilipleura ingår i släktet Helicobia och familjen köttflugor. Inga underarter finns listade i Catalogue of Life.